# Semese Alefaio
Semese Alefaio  is een Tuvaluaans voetballer die uitkomt voor Nauti. Hij is de neef van Maalosi Alefaio die voor Te Atatu uitkomt.
Semese deed in 2003 en 2007 mee met het Tuvaluaans voetbalelftal op de Pacific Games 2003 en de Pacific Games 2007. Hij speelde al vier wedstrijden voor Tuvalu.